# باندورا (خدمة بث)
باندورا هي شركة خدمة بث موسيقى يقع مقرها في أوكلاند، كاليفورنيا. في 2021 كان لدى باندورا حوالي 55.9 مليون مستخدم شهري نشط، و 6.4 مليون مشترك.